# 布達佩斯市徽
布達佩斯市徽自1873年啟用。當時多瑙河畔的三個城市（布達、佩斯、奧布達）合併為布達佩斯。在蘇聯佔領及匈牙利成為共產主義國家之後，該徽章被棄用。1990年後，布達佩斯恢復使用這款市徽。